# Anelosimus crassipes
Anelosimus crassipes es una especie de araña de telaraña del género Anelosimus, de la familia Theridiidae, orden Araneae. Fue descrita por Bösenberg & Strand en 1906.
Se distribuye por Asia: China, Corea y Japón. Fue publicada en Japanische Spinnen. Abhandlungen Der Senckenbergischen Naturforschenden Gesellschaft 30: 93-, 422.